# Wu Ta-You
Wu Ta-You, auch Wu Dayou, (* 29. September 1907 in Guangzhou; † 4. März 2000 in Taipei) war ein chinesischer Physiker.

## Leben
Wu studierte an der Nankai-Universität mit dem Bachelor-Abschluss 1929 und wurde 1933 an der University of Michigan bei Samuel Abraham Goudsmit promoviert. In seiner Dissertation verallgemeinerte er die WKB-Methode für das Doppelmuldenpotential und berechnete damit Energieniveaus in der Elektronenhülle schwerer Elemente wie Uran. Danach lehrte er an der Universität Peking und während der Zeit der japanischen Besatzung an der National Southwestern Associated University (SAU) in Kunming. Nach dem Sieg der Kommunisten im Bürgerkrieg ging er 1949 nach Kanada, wo er die Abteilung Theoretische Physik des National Research Council bis 1963 leitete. Ab 1963 war er an der Schaffung des Instituts für Physik der Academia Sinica in Taiwan beteiligt (und bis 1976 dessen Direktor) und 1967 an der Gründung des National Science Council in Taiwan, den er bis 1973 als Minister leitete. Er war 1965 bis 1978 Professor an der State University of New York at Buffalo.
Als theoretischer Physiker befasste er sich mit Kernphysik, Atom- und Molekülphysik, Festkörperphysik und statistischer Physik. Ab 1977 veröffentlichte er eine Lehrbuchreihe zur Theoretischen Physik auf Chinesisch.
An der SAU waren die späteren Nobelpreisträger Chen Ning Yang (ab 1941) und Tsung-Dao Lee (1945) seine Schüler.
1983 bis 1994 war er Präsident der Academia Sinica in Taiwan, der er seit 1948 angehörte. Er ist mehrfacher Ehrendoktor (verschiedene Universitäten in Taiwan, Universität Peking, Nankai-Universität und Polytechnische Universität in Hongkong).
1946 repräsentierte er die Academia Sinica auf den 300-Jahr-Feiern zu Newtons Geburtstag bei der Royal Society in London. 1947 war er Gastprofessor an der Columbia University und New York University. 1957 wurde er Fellow der Royal Society of Canada.
1936 heiratete er.

## Schriften
- Vibrational spectra and structure of polyatomic molecules, Peking: National University Press 1939
- mit T. Ohmura: Quantum theory of scattering, Prentice-Hall 1962, Dover 2014
- Kinetic equations of gases and plasmas, Addison-Wesley 1966
- Quantum Mechanics, World Scientific 1986
- mit  W-Y. Pauchy Hwang: Relativistic Quantum Mechanics and Quantum Fields, World Scientific 1991